# Johann Daniel Thulesius
Johann Daniel Thulesius (* 9. August 1800 in Bremen; † 12. Juli 1850 in Bremerhaven) war ein deutscher Jurist, Bremerhavener Amtmann und Bremer Obergerichtsanwalt.

## Biografie
Thulesius war der Sohn des Arztes und Professors Conrad Heinrich Thulesius. Er studiert Rechtswissenschaften an der Universität Jena, der Universität Tübingen und der Universität Göttingen und promovierte zum Dr. jur. in Göttingen. 1823 wurde er Advokat und Bremer Obergerichtsanwalt. Er war mit dem Bremer Bürgermeister und Gründer von Bremerhaven (1827) Johann Smidt befreundet. Seit 1830 wirkte er in Bremerhaven vertretungsweise als Amtmann des Amtes Bremerhaven für den erkrankten Amtmann Johann Heinrich Castendyk und am 2. Mai 1832 wurde er endgültig zum Amtmann, als damals höchster Beamter des Amtes, berufen. Die neugegründete Stadt erweiterte in seiner Zeit die Häfen und blühte schnell auf. Thulesius war zuständig für die Verwaltung, die Polizei und die Gerichte. Der Deutschen Revolution von 1848/49 und der kommunalen Selbstverwaltung soll er kritisch gegenübergestanden haben. Er starb 1850 an den schwarzen Pocken.